# Borodino-Buntmeise
Die Borodino-Buntmeise (Sittiparus varius orii, Syn.: Parus varius orii, Poecile varia orii) ist eine ausgestorbene Unterart der Buntmeise (Sittiparus varius), die in Ostasien heimisch war. Das Epitheton orii ist eine Reminiszenz an den Vogelsammler Hyojiri Orii.

## Beschreibung
Die Borodino-Buntmeise erreichte eine Größe von ungefähr 14 Zentimetern. Von der Unterart Sittiparus varius amamii unterschied sie sich durch die breite kastanienfarbene Binde auf dem Obermantel, den olivgrünen (nicht grauen) Untermantel und die orangefarbenen (nicht weißen) Wangenfedern. Von der Unterart Sittiparus varius owstonii unterschied sie sich durch die allgemein hellere Gefiederfärbung, insbesondere an der Stirn, an den Wangen und an der Unterseite. Der Hinterkopf war durch Längsstreifen gekennzeichnet. Die Flügellänge betrug 71 bis 79,5 mm, die Schwanzlänge 57 bis 56 mm, die Lauflänge 19 bis 20 mm und die Schnabellänge 14,5 bis 15 mm.

## Vorkommen und Lebensweise
Ihr Verbreitungsgebiet war auf die beiden Inseln Kita-daitō und Minami-daitō in den Daitō-Inseln (ehemals Borodino-Inseln) beschränkt. Die Borodino-Buntmeise war eine Busch-Bewohnerin, die sich sowohl von tierischer als auch pflanzlicher Kost ernährte.

## Aussterben
1922 sammelte Hyojiri Orii die 1923 von Nagamichi Kuroda beschriebenen Typusexemplare, die sich heute im Yamashina Institute for Ornithology in Tokio befinden. Die letzte bestätigte Sichtung war 1938. Der Grund für das Aussterben der Borodino-Buntmeise war offenbar die Lebensraumzerstörung, die durch den Phosphatabbau sowie durch den Bau von zivilen und militärischen Einrichtungen während der 1930er Jahre verursacht wurde.